# Хрононім
Хрононім (від грец. χρόνος – "час, пора") – вид ідеонімів, власна назва історично важливого для людства або конкретної спільноти відрізка часу. До хрононімів можемо віднести номінації епох (наприклад, Ренесанс, Бароко) і подій, які пов'язані з конкретним часовим проміжком (наприклад, Терористичний акт 11 вересня 2001 року) або тривають певний період (наприклад, Гельсінська конференція).

### Види хрононімів
До складу хрононімів входять такі класи номінацій:
- періодоніми (від грец. periodos – "кружний шлях, обертання") – назви проміжків часу, упродовж яких відбуваються певні події (наприклад, Громадянська війна, Руїна(, або назви етапів суспільного розвитку (наприклад, Середньовіччя).
- фактоніми (від лат. factum – "вчинок, істинне, факт") – номінація подій, пов'язаних з діяльністю людей (наприклад, Сталінські репресії, Листопадовий чин).
- катастрофоніми (від грец. katastrophē – "переворот, кінець, загибель") – назви катастроф природного або антропогенного хараектеру (наприклад, ураган Ірма, Скнилівська трагедія).